# لاميون ملتف الساق
لاميون ملتف الساق (الاسم العلمي: Lamium amplexicaule) هو نوع من النباتات يتبع جنس اللاميون من الفصيلة الشفوية.